# Diocesi di Limosano
La diocesi di Limosano (in latino Dioecesis Limosana) è una diocesi soppressa e sede vescovile titolare della Chiesa cattolica.

## Storia
Incerte e frammentarie sono le notizie sulla diocesi di Limosano, nota nel Medioevo con il nome di Musanum. Essa appare in ultima posizione tra le suffraganee dell'arcidiocesi di Benevento nel Liber Censuum della fine del XII secolo.
Ughelli attribuisce a questa diocesi due vescovi, Gregorio, documentato nel 1110, e Ugone, menzionato nel 1152. Cattedrale era l'odierna chiesa di Santa Maria Maggiore.
Nel 1153 la sede non compare in un elenco di suffraganee dell'arcidiocesi di Benevento e pertanto si ritiene che fosse stata soppressa in quell'anno o nel precedente, in cui è menzionato l'ultimo vescovo noto; il territorio della diocesi fu unito all'arcidiocesi di Benevento.
Dal 2018 è annoverata tra le sedi vescovili titolari della Chiesa cattolica; dal 3 maggio 2020 l'arcivescovo, titolo personale, titolare, è Henryk Mieczysław Jagodziński, nunzio apostolico in Sudafrica, Lesotho, Namibia, eSwatini e Botswana.

## Cronotassi

### Vescovi
- Gregorio, O.S.B. † (menzionato nel 1110)
- Ugone † (menzionato nel 1152)

### Vescovi titolari
- Henryk Mieczysław Jagodziński, dal 3 maggio 2020